# Spencer, West Virginia
Spencer är administrativ huvudort i Roane County i West Virginia i USA. Orten har fått sitt namn efter domaren Spencer Roane. Enligt 2010 års folkräkning hade Spencer 2 322 invånare.

## Kända personer från Spencer
- Harry C. Woodyard, politiker